# Thérèse Pierre

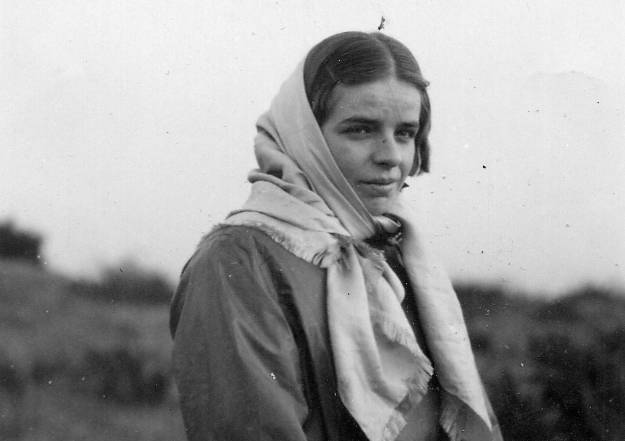
Porträt von Thérèse Pierre

Thérèse Pierre (geboren am 5. November 1908 in Épernay, Frankreich; gestorben am 26. Oktober 1943 in Rennes) war eine französische Lehrerin und Widerstandskämpferin im bewaffneten Widerstand gegen den Nationalsozialismus und in der Résistance aktiv. Sie war Mitglied der Francs-tireurs et partisans.

## Leben

### Familie und Ausbildung
Thérèse Pierre war die Tochter von Aline Catherine Francine Amiel und René Ernest Pierre, einem Lehrerehepaar, das in Épernay (Marne) lebte. Von 1924 bis 1927 besuchte sie die École normale (Regelschule) d'institutrices de Châlons-sur-Marne (Châlons-en-Champagne, Marne), dann die École normale de Nancy in Meurthe-et-Moselle, wo sie sich auf die Aufnahmeprüfung an der École normale supérieure de Fontenay vorbereitete.
Dort begegnete sie zum ersten Mal Emma Pitoizet, beide verband der Wunsch nach Emanzipation, den sie durch den Beruf als Lehrerinnen verwirklichen wollten. Auch Pierres Schwestern wurden Lehrerinnen. Zu Ende der 1920er Jahre begann Pierre sich für marxistische Theorie zu interessieren und trat der kommunistischen Partei bei.
Nachdem sie die Aufnahmeprüfung zum zweiten Mal nicht bestanden hatte, wurde sie im Oktober 1934 zur Lehrerin an der École primaire supérieure in Bar-le-Duc ernannt.

### Beziehung zu Emma Pitoizet

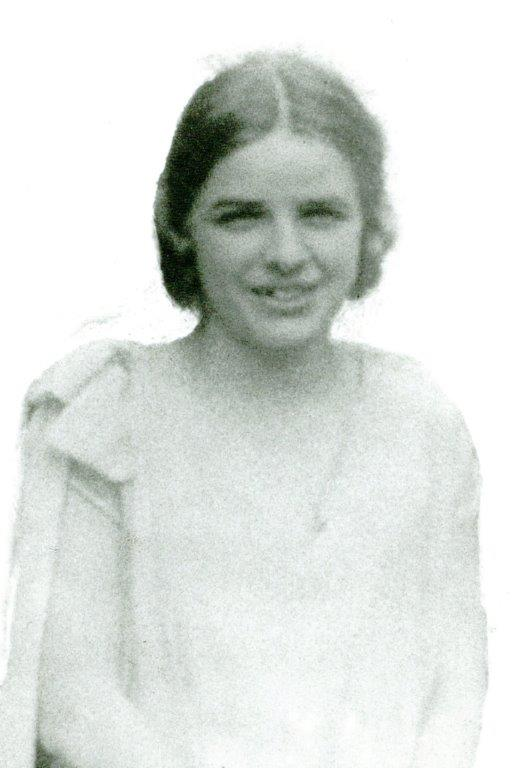
Porträt Thérèse Pierre

Im August 1930 verbringen Thérèse Pierre und Emma Pitoizet ein Jahr gemeinsam in Paris. Sie leben in einem Heim für arme Studierende in der Rue Faroux, erkunden gemeinsam die Stadt und unternehmen Reisen. Ein Jahr später scheitert Pierre erneut an der Aufnahmeprüfung für ihr Studium, während Pitoizet erfolgreich ist. Nach ihrem Studium in St. Aubin wird Pitoizet zur Professorin für moderne Literatur an der Mende Normal School ernannt. Pierre wird zur Erzieherin in Felletin in der Creuse ernannt. Die meiste Zeit leben sie voneinander getrennt, bleiben aber stets postalisch miteinander verbunden, sie schrieben sich täglich Briefe.
Beide suchen nach Möglichkeiten für ein gemeinsames Zusammenleben. In einem Tagebucheintrag von Pioizet spricht diese von „der innigen Zuneigung“, die sie beide verbindet. Pioizets Kinderwunsch und Vorstellungen von einer gemeinsamen Zukunft stellen sich ein: im Ausland würden sie leben und Emma Pitoizet würde das gemeinsame Kind bekommen; „eine kleine 'Manuela'“. Über die Jahre hinweg entwickelte sich die Freundschaft zu einer offenen Beziehung. Der unerfüllte Kinderwunsch von Pitoizet war so stark, dass sie auch Liebschaften mit Männern führte.
Die beiden Frauen nahmen an antifaschistischen Treffen teil; Pitoizets Briefe sind Zeugnis ihrer Begeisterung für den kommunistischen Kampf: „Lese Lenin und Abhandlungen zu Sexualität. Strahlende Glückseligkeit. Der Krieg lauert. Wir müssen uns auf die Zukunft vorbereiten. Ich möchte meine Kräfte sammeln, um mich auf diesen Umbruch vorzubereiten... Versuche, zu arbeiten, meine kleine Freundin. Meine beste Freundin, die Stärkste, die Zärtlichste und Schärfeste, ich küsse dich.“
Kurz vor diesem Wiedersehen beginnt Pitoizet eine Beziehung mit einem Mann (François). Zurück in Felletin erhält Pierre einen Brief von Pitoizet:

„Du bist traurig, besorgt, mach dir keine Sorgen, es ist mir egal, ob in ein paar Wochen ein Mann an meiner Seite schlafen wird. Es ist nur ein Ereignis. Die Liebe, unsere, ist kein Ereignis, sie ist ein ständiges Lied, Thérèse, so diskret, dass ich laut bin, so leicht, dass ich schwer bin, du, die du dein Geheimnis in der Tiefe vergraben hast, ich liebe dich.“

Emma Pitoizet heiratete im Sommer 1936 einen Mann und gibt so ihr bisheriges eher kommunistisch, feministisch und antifaschistisch geprägtes Leben auf. Der Verlust war für Pierre noch unerträglicher, als sich Pitoizets Ehemann als brutaler Nazi entpuppte und Pitoizet sich nationalsozialistischen Frauengruppen anschloss.

### Politisches Wirken

#### Kommunistisches Wirken in der UdSSR
Als kommunistische Aktivistin reiste sie 1935 mit ihrer Gefährtin Emma Pitoizet in die UdSSR und organisierte ab 1936 Spenden zugunsten der spanischen Republikaner. Sie war Mitglied der Sekundarschullehrergewerkschaft und leitete auch die lokale Sektion des Youth Hostels Liaison Committee (YHC). In dieser Funktion gründete sie kommunistische Jugendherbergen und verfasste für den Kongress der UD-CGT des Departements Meuse im Juli 1938 einen Bericht über diese Jugendherbergen. Sie war eine aktive Verfechterin der Intervention auf der Seite des republikanischen Spaniens und engagiert sich für die republikanischen Flüchtlinge. Sie war außerdem Mitglied der kommunistischen Sektion von Bar-le-Duc und nimmt als Delegierte an der nationalen Konferenz der Kommunistischen Partei in Gennevilliers im Januar 1939 teil.

#### Frauenkomitee gegen Krieg und Faschismus

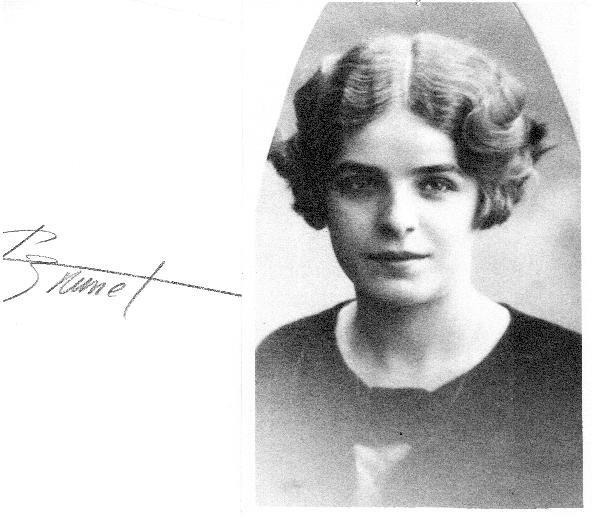
Thérèse Pierre

Sie leitete auch das Frauenkomitee gegen Krieg und Faschismus in Bar-le-Duc, das von 1937 bis 1939 die Monatszeitschrift Femmes de la Meuse herausgab. Als Schatzmeisterin der Ligue des Combattants de la Paix sprach sie am 11. November 1938 in Verdun auf einer Versammlung von pazifistischen Frauen.

## Résistance
Thérèse wird von den französischen Behörden wegen ihrer Beteiligung an der Bewegung der kommunistischen Jugendherbergen auf die Beobachtungsliste gesetzt. Die Kommunistische Partei wird verboten und im September 1939 wird sie nach einer Hausdurchsuchung aus dem Kampfgebiet der 3. Armee ausgewiesen und in die Bretagne, wo sie als Lehrerin für Naturwissenschaften in den höheren Grundschulen von Vitré, 1940 in Redon (Ille-et-Vilaine) und 1941 in Carhaix (Finistère) arbeiteten wird, versetzt. Dort lernt sie Yvon kennen, einen Führer der Front National de Lutte pour la Libération et l’Indépendance de la France (Nationale Front für die Befreiung und die Unabhängigkeit Frankreichs), der später Oberst Pascal in der Résistance wird und sie bittet, die Front National in Ille-et-Vilaine aufzubauen.
Als die Nazis Frankreich okkupierten, wurde sie vom Vichy-Regime wegen ihres kommunistischen Aktivismus von der besetzten Champagne in die Bretagne versetzt. Dort schloss sie sich 1942 den Francs-Tireurs et Partisans (FTP) an, dem militanten Flügel der kommunistischen Résistance.

### Kommandantin
Zu Beginn des Schuljahres 1942 wurde sie an die Höhere Mädchenschule von Fougères (Ille-et-Vilaine) versetzt, wo sie unter widrigen Bedingungen und in Armut in der Nähe der Schule lebt. Unter dem Pseudonym Madeleine wird sie schnell zur Leiterin der Nationalen Front des Bezirks ernannt und ist vor allem für die Herausgabe von Zeitschriften und Flugblätter für den Widerstand sowie deren Verteilung an unterschiedliche Résistance-Gruppierungen verantwortlich. Darüber hinaus stellte sie illegalen Einwanderern, meist Verfolgte des Nazi-Regimes, falsche Papiere aus, bot von den Nazis gesuchten Menschen Unterschlupf in ihrer Wohnung, fungierte als Verbindungsoffizierin, beteiligte sich an Waffentransporten und an der Vorbereitung mehrerer Anschläge gegen die Besatzungstruppen innerhalb der Francs-tireurs et partisans français (FTPF), zerstörte Transportmittel der Nazis und war Teil eines Angriffs auf die Verwaltungsgebäude der Feldkommandatur in Fougères. Sie kontrollierte Gruppen in der Region von Fougères, und eine etwa hundert Personen starke Einheit befand sich unter ihrer Kontrolle.

### Verhaftung und Tod
Thérèse Pierre wurde am 21. Oktober zu Hause von der Gestapo in Fougères verhaftet und im Jacques-Cartier-Gefängnis in Rennes inhaftiert, wo sie von französischen  Polizisten des antikommunistischen Polizeidienstes Service de Police Anti-Communisteaus aus Paris brutal gefoltert wurde. An vier aufeinander folgenden Tagen wurde versucht, Pierre zum Sprechen zu bringen und die Namen ihrer Genossinnen zu verraten – ohne Erfolg. Als sie in ihre Zelle zurückgebracht wurde, teilte sie ihrer Zellengenossin mit letzter Kraft mehrfach mit: „Ich werde nicht reden... Sie werden mich nicht zum Reden bringen... Sie haben nichts aus mir herausbekommen.“ Es sollten ihre letzten Worte sein.
Am 26. Oktober wurde sie erhängt am Gitter ihrer Zelle aufgefunden, was laut Aussage des FTPF-Kommandanten Pétri von ihren Peinigern so inszeniert wurde, damit es wie Selbstmord aussah.
Der Leichnam von Thérèse Pierre wurde auf dem Ostfriedhof von Rennes beigesetzt und 1946 von Pierres Eltern auf den Nordfriedhof von Épernay (Marne) überführt.

## Ehrungen und Auszeichnungen (Auswahl)
Die französische Regierung zeichnete Thérèse Pierre als RIF (French Internal Resistance) aus und 1945 wurde ihr posthum das Croix de Guerre (Croix de guerre avec étoile d’argent) mit Silberstern verliehen. Sie wurde in den Divisionsorden aufgenommen. Per Dekret vom 10. Januar 1947, das am 11. Januar 1947 in der JO veröffentlicht wurde, erhielt sie den Titel Internierter des Widerstands sowie die Medaille des Widerstands mit Rosette.
Sie wurde mit dem Chevalier de la Legion d’Honneur (Ritter der Ehrenlegion) ausgezeichnet. In ganz Frankreich sind mehrere Straßen und Schulen nach ihr benannt.
Eine Gedenktafel mit ihrem Namen ist am Eingang der Grundschule von Fougères angebracht. Im Jahr 2013 wurde dort anlässlich des siebzigsten Jahrestages ihrer Ermordung eine Gedenktafel an der Fassade des Hauses, in dem sie lebte, angebracht.
In Marne wurde eine Gedenktafel an der Schule für Mädchen in Châlons-sur-Marne (heute Châlons-en-Champagne) angebracht.
Ihr Name ist auch auf der Gedenktafel Meister der weltlichen Schule, auf dem Platz der Opfer der Gestapo in Reims, sowie auf der Liste der Internierten des Denkmals für die Märtyrer des Widerstands in Epernay zu finden.
Im Oktober 1944 fand in Fougères eine offizielle Zeremonie anlässlich ihres ersten Todestages statt, an der eine große Menschenmenge teilnahm. Von 1945 bis 1995 widmete Germaine Dulong-Guénée, die Verbindungsoffizierin der Résistance, ihr ihre Reden, die bei jeder Gedenkfeier verlesen wurden, und kämpfte so gegen das Vergessen, das die Einwohner von Fougères erwartete.

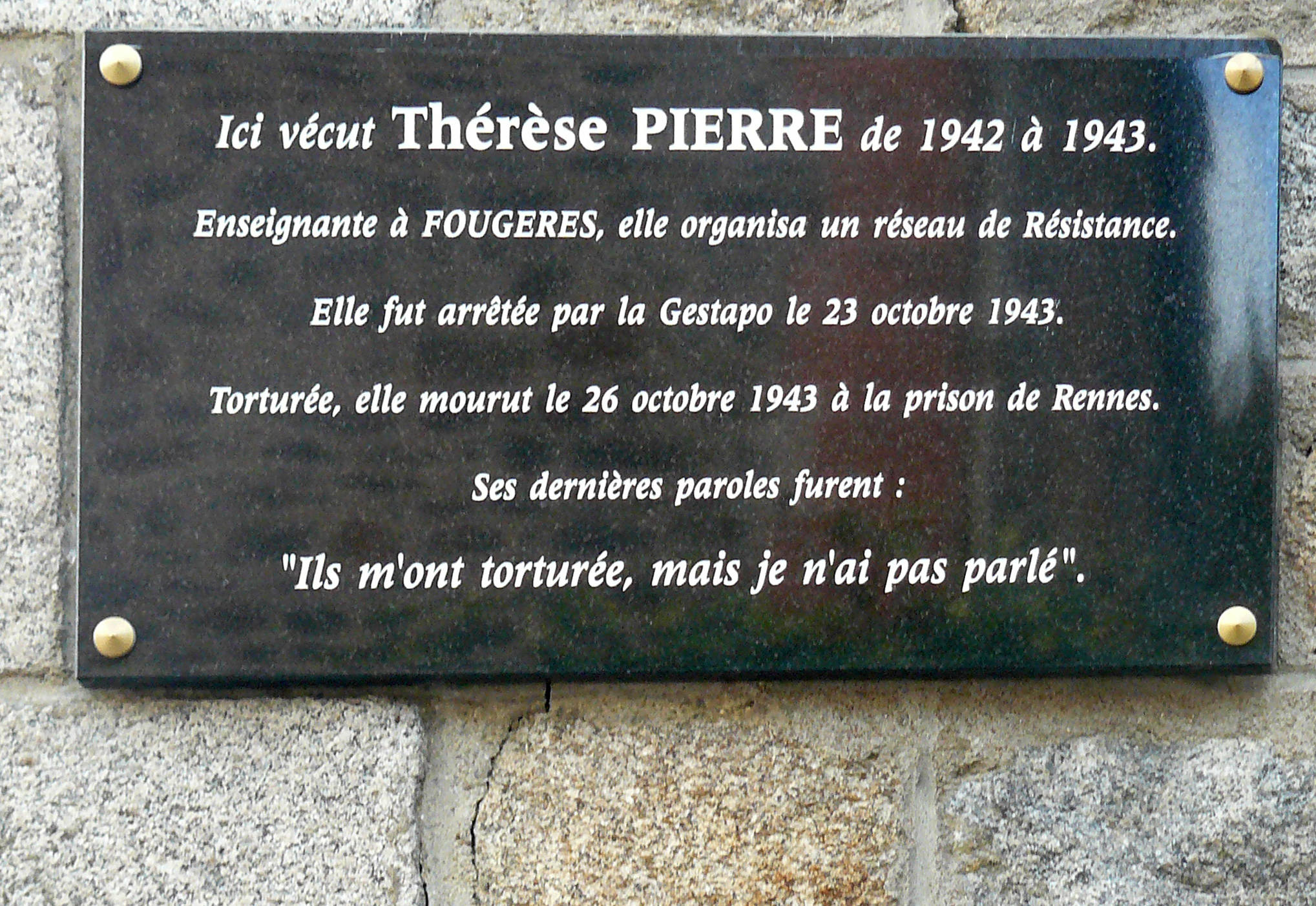
Gedenktafel am ehemaligen Wohnhaus von Thérèse Pierre in Fougères
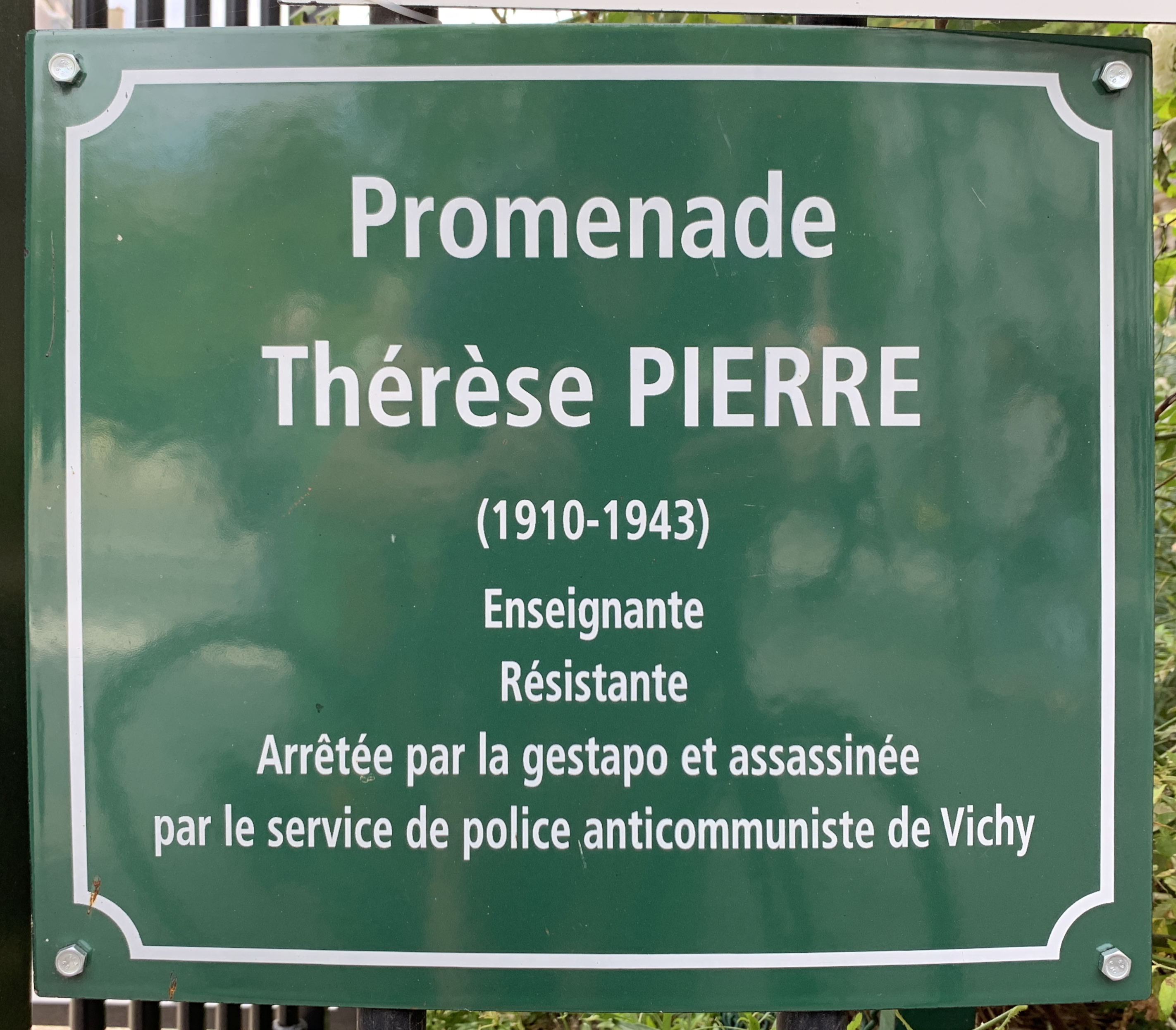
Gedenktafel für Thérèse Pierre in Paris